# A Hidden Life
A Hidden Life és una pel·lícula estatunidenca de drama històric del 2019 escrita i dirigida per Terrence Malick i protagonitzada per August Diehl, Valerie Pachner, i Matthias Schoenaerts amb Michael Nyqvist i Bruno Ganz en les seves actuacions finals. La pel·lícula representa la vida de Franz Jägerstätter, un pagès austríac i devot catòlic que es va negar a lluitar pels nazis a la Segona Guerra Mundial. El títol va ser extret del llibre de George Eliot Middlemarch, que al seu torn el deriva d'una frase que es troba al Nou Testament, l'Epístola als Colossencs 3: 3: "Perquè heu mort, i [ara] la vostra vida està oculta amb Crist en Déu".
La pel·lícula es va estrenar al 72è Festival Internacional de Cinema de Canes el maig de 2019 i es va estrenar als Estats Units el 13 de desembre de 2019. Va rebre elogis de la crítica en ser estrebada i va ser el llargmetratge final que es va estrenar amb el nom de Fox Searchlight Pictures abans que Walt Disney Studios canviés el nom de la companyia a Searchlight Pictures el 17 de gener de 2020.

## Sinopsi
El pagès austríac Franz Jägerstätter, nascut i criat al petit poble de Sankt Radegund, treballa la seva terra quan esclata la guerra. Casats amb Franziska (Fani), la parella és membre important de la comunitat rural molt estreta. Viuen una vida senzilla amb les seves tres filles. Franz és cridat a entrenament bàsic a l'exèrcit alemany i porta mesos lluny de la seva estimada esposa i les seves filles. Finalment, quan França es rendeix i sembla que la guerra pot acabar aviat, és retornat dels entrenaments.
Amb la seva mare i la seva cunyada Resie, ell i la seva dona conreen la terra i crien els seus fills entre les muntanyes i les valls de l'alta Àustria. A mesura que continua la guerra, Jägerstätter i els altres homes amb capacitat del poble són cridats a lluitar. El seu primer requisit és jurar lleialtat a Adolf Hitler i al Tercer Reich. Malgrat la pressió de l'alcalde i dels seus veïns de la granja, que cada cop l'ostracitzen més a ell i la seva família, i del bisbe de Salzburg, Jägerstätter es nega. Sabent que la seva decisió significarà la detenció i fins i tot la mort, Jägerstätter troba força en la seva fe en Déu, en les seves oracions i en l'amor i el suport de Fani. Jägerstätter és portat a la presó, primer a Enns, després a Berlín i espera mesos per al seu judici. Durant la seva estada a la presó, ell i Fani s'escriuen cartes i es donen força. Fani i les seves filles són víctimes d'una hostilitat creixent al poble per la decisió del seu marit de no lluitar. Fani finalment pot visitar el seu marit a Berlín.
Després de mesos de presó brutal, el seu cas passa a judici. És declarat culpable i condemnat a mort. Malgrat moltes oportunitats per signar el jurament de fidelitat i la promesa d'un treball no combatent, Jägerstätter continua defensant les seves creences i és executat pel Tercer Reich l'agost de 1943, mentre la seva dona i les seves tres filles sobreviuen.

## Repartiment
- August Diehl - Franz Jägerstätter
- Valerie Pachner - Franziska Jägerstätter
- Michael Nyqvist - Bisbe Joseph Fliesser
- Jürgen Prochnow - Major Schlegel
- Matthias Schoenaerts - Captain Herder
- Bruno Ganz - Jutge Lueben
- Martin Wuttke - Major Kiel
- Alexander Fehling - Fredrich Feldmann
- Maria Simon - Resie
- Franz Rogowski - Waldlan
- Tobias Moretti - Mossèn Ferdinand Fürthauer
- Ulrich Matthes - Lorenz Schwaninger

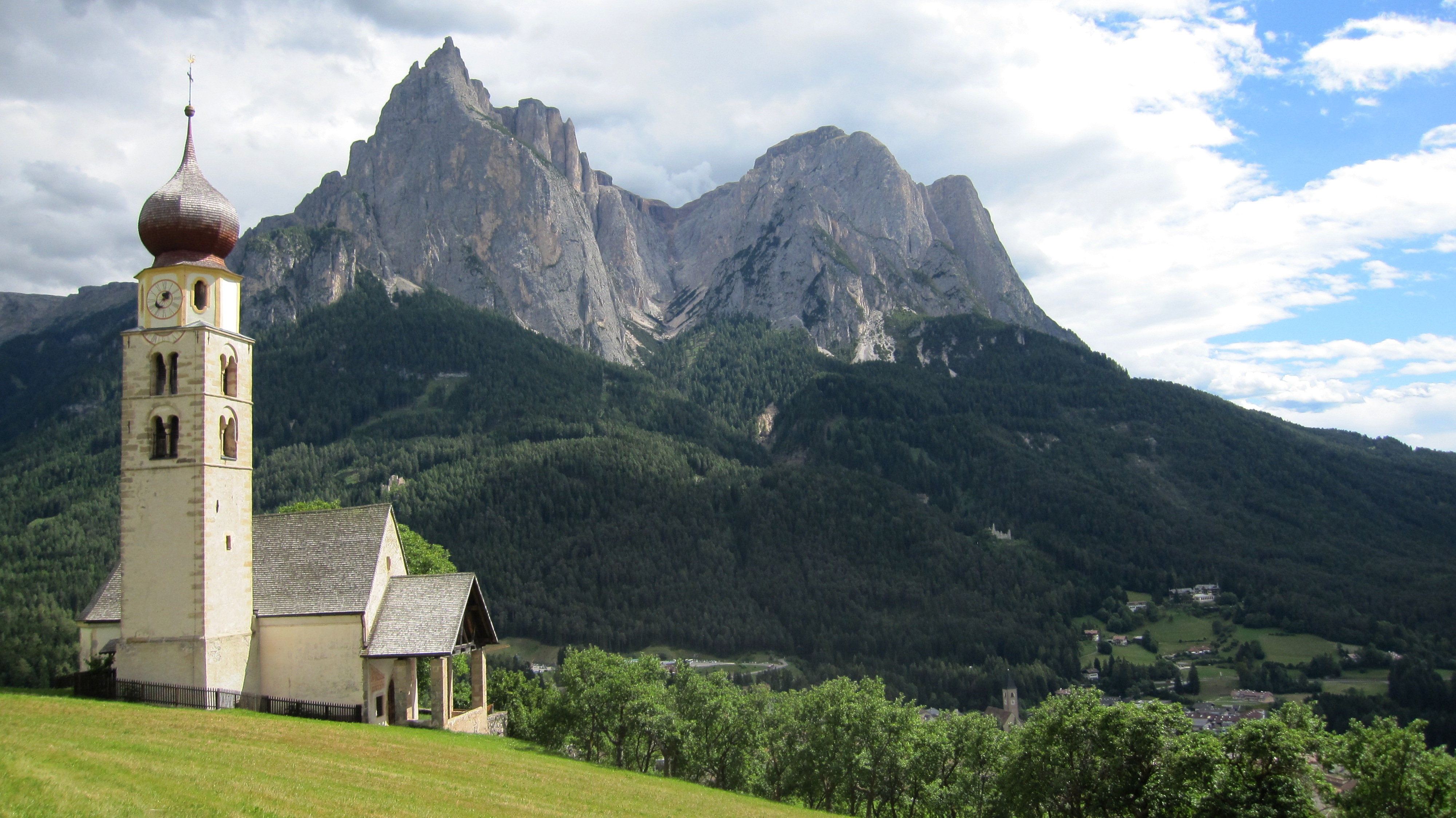
L'església de St. Valentin in Seis am Schlern

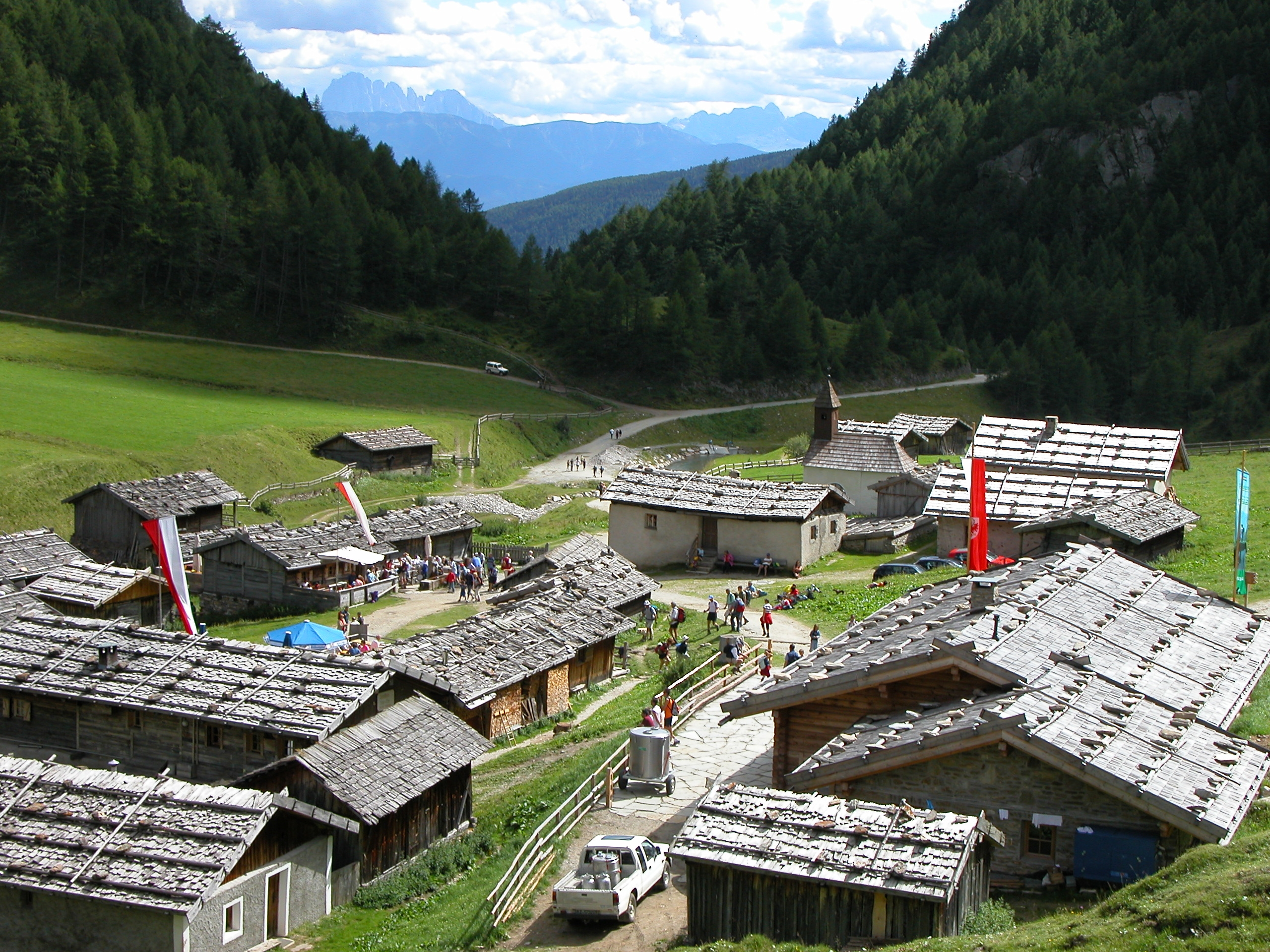
El Fane Alm a Mühlbach

- Max Mauff - Sterz
- Johan Leysen - Ohlendorf
- Sophie Rois - Tia
- Karl Markovics - Alcalde
- Alexander Radszun – Jutge
- Joel Basman – Entrenador militar
- Waldemar Kobus - Stein
- Johannes Krisch - Miller

## Producció
El 23 de juny de 2016 es van publicar informacions que la pel·lícula, aleshores titulada Radegund representaria la vida de l'austríac Franz Jägerstätter un objector de consciència durant la Segona Guerra Mundial que va ser assassinat als 36 anys per negar-se a anar al front i que va ser posterior declarat màrtir i beatificat per l'Església catòlica. Es va anunciar que August Diehl havia d'interpretar a Jägerstätter i Valerie Pachner a la seva dona, Franziska Jägerstätter. Jörg Widmer va ser nomenat director de fotografia, després d'haver treballat en totes les pel·lícules de Malick des d' El nou món (2005) com a operador de càmera.
Malick va dir que A Hidden Life tindria una narració més estructurada que les seves obres anteriors: "Darrerament, continuo insistint, només darrerament, he estat treballant sense guió i últimament m'he penedit de la idea. L'última imatge que vam fer i ara estem tallant, tornant a un guió que estava molt ben ordenat".
La pel·lícula va començar a produir-se a Studio Babelsberg de Potsdam (Alemanya), l'estiu de 2016. De l'11 de juliol al 19 d'agost de 2016, la producció es va rodar al Tirol del Sud. Allà hi havia l'església de Sant Valentí a Seis am Schlern, la vall de Gsies, al vila de Rodeneck, els molins de Terenten, els prats d'Albions a Lajen, el Seiser Alm, el castell de Taufers, el Fane Alm a Mühlbach, el Parc Natural Puez-Geisler, el castell renaixentista Velthurns a la vila de Feldthurns, la fortalesa de Franzensfeste, els jardins del bisbe de Hofburg a Brixen i el claustre de Neustift.
L'agost del 2016 van aparèixer notícies que algunes de les escenes de la pel·lícula es van rodar al petit poble muntanyenc italià de Sappada.
L'actor Franz Rogowski va dir en una entrevista del març del 2019 que ningú sabia com sortiria la pel·lícula ni quan s'estrenaria, tenint en compte que feia més de dos anys que estava en postproducció en aquest moment. Rogowski va afegir que Malick és "un director que crea espais en lloc de produir escenes; el seu estil d'edició és així".

## Reconeixements
| Premi                                         | Data de cerimònia      | Categoria                                                                          | Nominat(s)                                                                    | Resultat  | Ref(s)        |
| --------------------------------------------- | ---------------------- | ---------------------------------------------------------------------------------- | ----------------------------------------------------------------------------- | --------- | ------------- |
| Alliance of Women Film Journalists            | 2020                   | Millor fotografia                                                                  | Jörg Widmer                                                                   | Nominat   |               |
| Austin Film Critics Association               | 7 de febrer de 2020    | Austin Film Award                                                                  | Terrence Malick                                                               | Guanyador |               |
| Union de la critique de cinéma                | 28 de desembre de 2020 | Grand Prix                                                                         | A Hidden Life                                                                 | Nominat   | [ 9 ]         |
| 72è Festival Internacional de Cinema de Canes | 25 de maig de 2019     | Premi François Chalais                                                             | Terrence Malick                                                               | Guanyador | [ 10 ]        |
| 72è Festival Internacional de Cinema de Canes | 25 de maig de 2019     | Premi del Jurat Ecumènic                                                           | Terrence Malick                                                               | Guanyador | [ 11 ]        |
| 72è Festival Internacional de Cinema de Canes | 25 de maig de 2019     | Palma d'Or                                                                         | Terrence Malick                                                               | Nominat   | [ 12 ]        |
| Premis CinEuphoria                            | 2020                   | Millor pel·lícula - Competició Internacional                                       | Grant Hill, Dario Bergesio, Josh Jeter, Elisabeth Bentley, Terrence Malick    | Nominat   |               |
| Premis CinEuphoria                            | 2020                   | Millor actor - Competició Internacional                                            | August Diehl                                                                  | Nominat   |               |
| Premis CinEuphoria                            | 2020                   | Millor actriu - Competició Internacional                                           | Valerie Pachner                                                               | Nominat   |               |
| Denver Film Critics Society                   | January 14, 2019       | Millor guió adaptat                                                                | Terrence Malick                                                               | Nominat   |               |
| Diagonale                                     | 2020                   | Gran Premi Diagonale                                                               | Terrence Malick                                                               | Nominat   |               |
| Premis del Florida Film Critics Circle        | 23 de desembre de 2019 | Millor guió adaptat                                                                | Terrence Malick                                                               | Nominat   | [ 13 ]        |
| Premis del Florida Film Critics Circle        | 23 de desembre de 2019 | Millor fotografia                                                                  | Jörg Widmer                                                                   | Nominat   |               |
| Georgia Film Critics Association Awards       | 10 de gener de 2020    | Millor fotografia                                                                  | Jörg Widmer                                                                   | Nominat   |               |
| Hawaii Film Critics Society                   | 13 de gener de 2020    | Millor fotografia                                                                  | Jörg Widmer                                                                   | Nominat   |               |
| Premis Independent Spirit                     | 8 de febrer de 2020    | Millor pel·lícula                                                                  | Elisabeth Bentley, Dario Bergesio, Grant Hill i Josh Jeter                    | Nominat   |               |
| International Film Music Critics Association  | 20 de febrer de 2020   | Millor banda sonora original en una pel·lícula dramàtica                           | A Hidden Life                                                                 | Nominat   | [ 14 ] [ 15 ] |
| International Film Music Critics Association  | 20 de febrer de 2020   | Composició música de cinema de l'any                                               | James Newton Howard                                                           | Nominat   |               |
| Motion Picture Sound Editors                  | 2020                   | Assoliment excepcional en edició de so: efectes de so i Foley per al llargmetratge | Brad Engleking, Bob Kellough, David Forshee, Dusty Albertz, Bastien Benkhelil | Nominat   |               |
| Premis Movieguide                             | 24 de febrer de 2020   | Pel·lícula més inspiradora                                                         | A Hidden Life                                                                 | Nominat   |               |
| Premis Movieguide                             | 24 de febrer de 2020   | Millor pel·lícula per Audiències Adultes                                           | A Hidden Life                                                                 | Nominat   |               |
| National Board of Review                      | 8 de gener de 2020     | Top Ten Independent Films                                                          | A Hidden Life                                                                 | Guanyador |               |
| Phoenix Film Critics Society Awards           | 14 de desembre de 2019 | Millor fotografia                                                                  | Jörg Widmer                                                                   | Nominat   |               |
| Romy Gala                                     | 2020                   | Actriu favorita                                                                    | Valerie Pachner                                                               | Nominat   |               |
| San Francisco Film Critics Circle             | 16 de desembre de 2019 | Millor fotografia                                                                  | Jörg Widmer                                                                   | Nominat   |               |
| Women's Image Network Awards                  | 2020                   | Actriu en pel·lícula llargmetratge                                                 | Valerie Pachner                                                               | Nominat   |               |